# Dieter Steinhöfer
Dieter Steinhöfer ist ein deutscher Sportwissenschaftler und ehemaliger Basketballspieler.

## Laufbahn

### Sportliche Karriere
Steinhöfer stand zwischen 1957 und 1966 im Aufgebot der Herrenmannschaft des SSV Hagen. Mit den Hagenern wurde er unter anderem deutscher Vizemeister. Später war er Trainer des TSV Hagen.
Darüber hinaus betrieb Steinhöfer auch Leichtathletik auf der Leistungsebene.

### Wissenschaftliche Karriere
Er studierte Germanistik und Sport für das Lehramt und lehrte nach dem Studienabschluss als Studienassessor und Studienrat an Gymnasien, unter anderem am Fichte-Gymnasium in Hagen. Ab 1970 war er maßgeblich am Aufbau des Arbeitsbereichs Trainingswissenschaft an der Fakultät für Sportwissenschaft der Ruhr-Universität Bochum beteiligt. Nach Promotion und Habilitation im sportwissenschaftlichen Teilbereich Trainingswissenschaft trat er eine Professorenstelle an der Ruhr-Universität an und blieb in diesem Amt bis 2002 tätig.
Steinhöfer veröffentlichte zusammen mit Hubert Remmert das in mehreren Auflagen erschienene Lehrbuch „Basketball in der Schule,“ welches Wege der Vermittlung des Sportspiels beschreibt und sich laut Verfasser an Lehrer, Trainer, Schüler und Vereinsspieler wendet. 1983 legte er in der Schriftenreihe „Sportwissenschaft und Sportpraxis“ das Buch „Zur Leistungserfassung im Basketball“ vor. 2003 erschien Steinhöfers Buch „Athletiktraining im Sportspiel“, das später neuaufgelegt wurde.